# Minecraft
Minecraft este un joc video independent de tipul sandbox scris în Java, dezvoltat inițial de către creatorul Markus Alexej Persson (redenumit si Notch / Krusher) și ulterior de către compania suedeză Mojang.
Jocul este axat pe creativitate și construcție, permițând jucătorilor să construiască, folosind o multitudine de cuburi, într-o lume tridimensională. Printre celelalte activități din cadrul jocului se numără explorarea, adunarea resurselor, meșteșugul și construirea uneltelor, dar și lupta. Jocul dispune de unele moduri, printre care se numără Survival, Creative, Adventure și Spectator. În primul mod, jucătorii trebuie să obțină resursele de unii singuri, folosind resursele ca să avanseze progresiv, în timp ce în modul Creativ jucătorii au posibilitatea să se folosească de creativitatea lor prin intermediul unor resurse nelimitate. Modul Adventure, de dificultate ridicată, pune la dispoziție unele lumi create de alți jucători. Denumirea provine din limba engleză, unde mine înseamnă „mină” iar craft „meșteșug, meserie” sau „lucru de mână”.
Versiunea alfa a jocului a fost lansată pentru PC în data de 17 mai 2009, și, după o serie de actualizări, versiunea întreagă a fost lansată în 18 noiembrie 2011. Versiunea pentru Android a fost lansată o lună mai devreme în 7 octombrie, iar versiunea iOS a fost lansată în 17 noiembrie 2011. Versiunile pentru console de jocuri au fost lansate astfel: Xbox 360 în 9 mai 2012, PlayStation 3 în 17 decembrie 2013, PlayStation 4 în 4 septembrie 2014 și PlayStation Vita în 14 octombrie 2014. Versiunea pentru Windows Phone a fost lansată în 10 decembrie 2014. Versiunea de Xbox One a fost lansata în 18 decembrie. Versiunea de PlayStation 4 a fost lansata în 20 decembrie.  Toate versiunile jocului sunt permanent în dezvoltare și primesc actualizări periodice.
Minecraft a primit cinci premii în timpul Game Developers Conference din 2011. Din cadrul Game Developers Choice Awards, a câștigat premiile Innovation Award, Best Downloadable Game Award și Best Debut Game Award; de la Independent Games Festival, a câștigat Audience Award și Marele Premiu Seumas McNally. În 2012, Minecraft a fost premiat cu Premiul Golden Joystick la categoria Best Downloadable Game. La data de august 2020, peste 60 de milioane de copii ale jocului au fost vândute, printre care se numără 12 milioane pentru Xbox 360 și 18 milioane pentru PC, devenind astfel cel mai bine vândut joc pentru PC al momentului. În 15 septembrie 2014, Microsoft a anunțat planul de a cumpăra Mojang, și de asemenea proprietatea intelectuală a jocului Minecraft. Tranzacția a fost de 2,5 miliarde de dolari și s-a desfășurat în 6 noiembrie 2014.

## Gameplay
Minecraft este un joc de tipul survival și nu are nici nivele, nici misiuni specifice pe care jucătorii trebuie să le finalizeze, ceea ce oferă jucătorilor o mare libertate. Totuși, jocul dispune de câteva realizări (advancements) disponibile. Se poate alege în funcție de dorința jucătorului varianta single-player, sau multiplayer. Modul de joc de bază se învârte în jurul construcției și plasării de blocuri. Lumea jocului este în esență, alcătuită din blocuri cubice aranjate într-un model de grilă fixă, care reprezintă diferite materiale, cum ar fi nisip, piatră, minereuri diverse, apă, trunchiuri de copac, etc. În timp ce jucătorii se pot deplasa liber în întreaga lume, obiectele și articolele pot fi plasate numai la anumite puncte fixe în raport cu grila. Jucătorii pot aduna aceste blocuri materiale și să le plaseze în alte locuri, astfel că se deschide posibilitatea construirii de tipuri variate de clădiri.
La începutul jocului, jucătorul este plasat pe o suprafață dintr-o lume generată automat și infinită virtual. Lumea este împărțită pe biomuri, care variază de la deșerturi și jungle și până la câmpii acoperite de zăpadă. Jucătorii pot să se deplaseze prin această lume, care poate conține câmpii, munți, păduri, peșteri și diverse formațiuni hidrografice. Pe măsură ce timpul trece, în joc este reprezentată succesiunea dintre zi și noapte, tot ciclul durând 20 de minute reale. Noaptea durează 7 minute în viața reală. De-a lungul jocului, în calea jucătorului apar diferite personaje, printre care se numără animale, săteni sau creaturi ostile (monștri).  Unele animale inofensive, precum sunt vacile, oile, porcii sau găinile, pot fi vânate pentru a face rost de materiale, iar acestea pot să se înmulțească în timpul zilei. Spre deosebire de acestea, creaturile ostile, cum sunt păianjenii uriași, scheletele vii sau zombii, se înmulțesc în timpul nopții sau în zone întunecoase, cum sunt peșterile. În cultura populară, unele creaturi din Minecraft au primit denumiri distincte, cum de exemplu este Creeper, o creatură verde care explodează și se furișează lângă jucător; de asemenea este și Enderman, o creatură care se poate teleporta și poate ridica blocuri.

Câteva creaturi ostile din Minecraft; de la stânga la dreapta: Păianjen, Zombi, Enderman, Creeper și Schelet.

Lumea din joc este generată progresiv, pe măsură ce jucătorul explorează tot mai mult, utilizând un seed, care este obținut prin referire la timpul prezent în acel moment pe sistem, deși aceasta poate fi și specificată manual de jucător. Deși există limitări în ceea ce primește mișcarea pe verticală, Minecraft oferă posibilitatea generării unei lumi infinite pe orizontală, având doar unele probleme tehnice în momentul deplasării între locații foarte îndepărtate una de cealaltă.  Acest fapt se datorează faptului că lumile sunt divizate în secțiuni mai mici, numite în engleză "chunks", care sunt încărcate în memoria temporară doar atunci când jucătorul ajunge în zona corespunzătoare lor.
Comentatorii sau criticii jocului au descris adesea fizica din spatele jocului ca fiind nerealistă. Majoritatea blocurilor solide nu sunt afectate de gravitație. Lichidele curg dintr-o sursă, care este de obicei doar un singur bloc, care poate fi eliminat prin simpla plasare a unui bloc solid în locul său. De asemenea, lichidele dispar dacă sunt luate cu o simplă găleată. Sisteme complete pot fi construite folosindu-se mecanisme primitive, circuite electrice, și porți logice construite cu un material cunoscut sub numele de piatră roșie.
Minecraft mai conține două dimensiuni alternative în-afară de lumea principală: Lumea de Jos, the Nether, și Sfârșitul, The End. Lumea de Jos este o dimensiune asemănătoare infernului, ce conține multe resurse unice, accesibilă prin intermediul unor portaluri construite de jucători, care pot fi folosite pentru a traversa distanțe mari în lumea de deasupra. Sfârșitul este o lume aridă în care trăiește un dragon boss numit Ender Dragon.
Jucătorii au după aceea posibilitatea de a se teleporta înapoi în lumea originală și vor primi realizarea "The End". De asemenea, există chiar și un al doilea monstru boss, "The Wither", care, distrus, oferă un material specific folosit pentru construirea unui punct luminos, care mărește abilitățile jucătorilor din jur. Atenție, există și un al treilea monstru boss: ”The Wither Storm” acesta fiind cel mai puternic mob din Minecraft creat vreodată. El poate fi invocat numai dacă folosește jucătorul un addon special pentru a-l introduce în hartă.
Jocul este format în principal din patru moduri: survival, creative, adventure, și spectator (supraviețuire, creativ, aventură și spectator). De asemenea, sunt puse la dispoziție patru nivele de dificultate; dificultatea cea mai mică, dacă este aleasă, înlătură toate creaturile ostile.

### Singleplayer
Single-player sau un singur jucător este modalitatea de a te juca singur pe o lume de minecraft. Acest mod de joc folosește un server integrat pentru a combina Multiplayer cu Singleplayer fiind același mod de joc.

#### Modul Survival

Ecranul de fabricare Minecraft, ilustrând cerințele de fabricare a două topoare. (Still Usable)

În modul survival (supraviețuire), jucătorii trebuie să adune resurse naturale care se găsesc în mediul înconjurător, precum sunt lemnul sau piatra, pentru a putea fabrica (denumirea originală este craft) diverse blocuri sau unelte. Depinzând de dificultate, monștrii pot apărea în zonele întunecoase din apropierea personajului, ceea ce determină nevoia sa de a construi un adăpost pentru noapte. De asemenea, acest mod presupune existența unei bare ce reprezintă viața personajului, viață care scade odată cu atacul monștrilor, căderile în gol, înecul, căderea în lavă, sufocarea, foamea sau altele. Există și o bară care reprezintă foamea, astfel că personajul trebuie hrănit periodic, dar nu și pentru nivelul de dificultate cel mai mic.
Este disponibilă o mare varietate de obiecte pe care jucătorii le pot fabrica în Minecraft. Printre acestea se numără armurile, care pot diminua loviturile din atacuri, și armele care sunt folosite pentru a elimina inamicii sau animalele mai ușor. Jucătorii pot face rost de resurse pentru a fabrica unelte, precum armele, armurile, apoi din mai multe resurse se pot fabrica topoare, lopeți, târnăcoape. Uneltele fabricate din fier realizează unele sarcini mult mai rapid decât cele fabricate din piatră sau lemn, și pot fi folosite mai mult înainte să se uzeze. Jucătorii mai pot face schimb de mărfuri cu sătenii prin intermediul schimbului de smaralde sau alte produse. Sătenii fac schimb de obicei pentru smaralde, grâu sau alte materiale.
Jocul posedă un sistem de inventariere, astfel că jucătorii pot căra numai un număr limitat de obiecte. Dacă jucătorul moare, obiectele cad, iar jucătorul este plasat în locul în care jocul a fost inițializat, acest loc fiind resetat dacă jucătorul doarme într-un pat. Obiectele căzute pot fi reluate dacă jucătorul poate să le găsească înainte să dispară. Jucătorii pot acumula puncte de experiență pentru diferite activități, precum omorârea creaturilor sau a altor jucători, minarea, topirea minereurilor, creșterea și înmulțirea animalelor, și prepararea mâncării. Aceste puncte pot fi folosite pentru obținerea prin incantație a uneltelor, armurilor sau armelor. Acestea sunt în general mult mai puternice, se uzează mai greu, sau alte efecte speciale.
Cel mai greu nivel de dificultate este hardcore, iar aceasta în primul rând se diferențiază de celelalte prin dificultatea cadrului lumii dar și din cauza morții permanente; dacă utilizatorul moare, lumea sa este ștearsă.

#### Modul Creativ

Un exemplu de clădire construită în Minecraft

În modul creativ, jucătorii au acces la toate resursele, materialele și uneltele din joc, și pot să le plaseze sau să le elimine pe oricare dintre acestea oricând și oricum. În acest mod, jucătorii pot să zboare liberi în orice direcție și să observe lumea de sus, astfel că nicio creatură nu poate să rănească personajul jucătorului, și acesta nici nu este afectat de foame. Modul creativ oferă posibilitatea jucătorilor de a construi și crea proiecte de dimensiuni mari.

#### Modul Adventure
Modul adventure (aventură) a fost introdus în Minecraft în cadrul versiunii 1.3; a fost proiectat în așa fel încât jucătorii să poată experimenta aventuri și hărți fabricate de utilizator. Modul de joc este asemănător cu cel al modului supraviețuire, dar introduce câteva restricții pentru jucător. O regulă este aceea că jucătorii obțin obiectele sau uneltele și experiența în modul în care dorește creatorul lumii. O altă adăugare pentru aceste lumi este blocul de comandă; acesta oferă creatorilor posibilitatea de a mări interacțiunile cu jucătorii prin intermediul unor comenzi de server.

#### Modul Spectator
Modul Spectator oferă jucătorilor posibilitatea de a zbura în diverse lumi și de a urmări desfășurarea jocului fără să interacționeze. În acest mod este de asemenea posibil să se observe lumea din punctul de vedere a unui alt jucător sau al unei creaturi. Unele aspecte sau puncte de vedere pot să difere de la o creatură la alta. În noua versiune 1.16 (Nether update), Exista un glitch care permite jucătorului, aflat in modul spectator, să interacționeze cu minecarturile.

### Multiplayer
Jocul cu mai mulți jucători, adică multiplayer, este posibil pe Minecraft prin intermediul unor servere găzduite de utilizatori, și presupune interacționarea și comunicarea dintre jucători în cadru unei singure lumi. Jucătorii au posibilitatea de a conduce propriul server, sau să-l folosească pe unul găzduit de altcineva. Lumile pentru jucători singuri au suport pe rețeaua locală, ceea ce oferă posibilitatea jucătorilor de a intra în unele lumi conectate la nivel local, de pe calculatoare diferite, fără să inițializeze un server. Serverele multiplayer de la Minecraft sunt ghidate de operatorii de servere, care au acces la comenzile serverelor, precum sunt setarea timpului și teleportarea jucătorilor în cadrul lumii. De asemenea, operatorii pot să seteze anumite restricții, cum ar fi numele de utilizator sau adresele IP care pot să se conecteze la server. Jocul pe aceste servere oferă jucătorilor o gamă largă de activități, iar unele servere au propriile reguli și setări. Un server de sine stătător numit CraftBukkit a fost dezvoltat de comunitate pentru a ușura dezvoltarea de pluginuri la nivel de server care permit unele elemente noi ale modului de joc, precum permisiuni, ranguri, moneda virtuală și formatarea chatului. Competițiile sunt posibile în unele servere, în care jucătorii pot participa într-o mulțime de jocuri, incluzând cele asemănătoare cu Jocurile Foamei. Un mod de joc, PvP (player versus player) (rom. jucător contra jucător), poate fi introdus pentru a permite jucătorilor să se bată unul cu altul. În 2013, Mojang a anunțat Minecraft Realms, un server ce găzduiește servicii speciale ce permit jucătorilor să intre pe diverse servere multiplayer mai ușor și mai sigur, fără să trebuiască să aibă propriul server.

## Versiuni
Există mai multe versiuni ale jocului Minecraft, lansate pentru computer, dispozitive mobile sau console:

### Java edition
Versiunea Beta a jocului este un succesor la versiunea anterioară Alpha printr-o serie de actualizări. Minecraft s-a mutat de la Alpha la statutul de beta în 20 decembrie 2010. Este singura versiune a Minecraft actualizată continuu și este disponibilă doar pentru utilizatorii care au cumpărat jocul. Beta este un joc cu modul de supraviețuire, variante atât single-player cât și multiplayer pot fi redate ca un client de sine stătător și în browsere Web. Jucătorul are de ales la început o opțiune de joc din cele trei: Survival, Hardcore și Creative. În modul Survival Jucătorul trebuie să-și procure singur resursele și are mai multe vieți. Modul Hardcore este la fel ca modul Survival doar că are o singură viață și dacă o pierde, va lua de la început jocul. Modul Creative este un mod care permite jucătorului să ia orice resursă are nevoie din inventar, acestea fiind nelimitate. De asemenea, Jucătorul are vieți infinite și poate zbura. Jocul începe prin plasarea jucătorului pe suprafața unei lumi imense, procedural generate. Jucătorul poate merge pe întregul teren format din câmpii, munți, peșteri, și diferitele organisme de apă. Lumea este, de asemenea, împărțită în biomuri variind de la deșerturi la terenuri înzăpezite. Sistemul de timp in-game ce urmează un ciclu de zi și de noapte. Jucătorul poate achiziționa diferite resurse și instrumente de ambarcațiuni, arme, armuri, produse alimentare, precum și diverse alte obiecte. Prin achiziționarea de resurse mai bune, jucătorul poate face un produs mai competent. De exemplu, instrumente cum ar fi topoare, lopeți, sau târnăcoape, ce pot fi folosite pentru a tăia copaci, săpa solul, și a mina, respectiv, minereuri. Jocul are un sistem de inventariere și jucătorul este limitat la numărul de elemente care pot fi transportate. În timpul zilei, diferite animale non-ostile se spawnează (se creează), care pot fi vânate pentru alimente și materiale de meșteșugărit. Mobi ostili, cum ar fi păianjeni mari, schelete, zombi și creeperi ce explodează, ce se spawnează în zonele întunecate, cum ar fi în timpul nopții și în peșteri. Armura poate ajuta la diminuarea daunelor de la atacurile mobilor, în timp ce armele pot fi folosite pentru a omorî dușmanii și alte animale. Jucătorul are o bară de sănătate, care este epuizată de atacurile de la monștri, căderi, sau daune aduse de mediu (cum ar fi înec sau căderi în lavă) și poate fi alimentată prin consumul de produse alimentare, sau de joc pe cea mai ușoară dificultate, sănătatea care se regenerează de la sine. După moarte, obiectele din inventarul jucătorului sunt abandonate și jucătorul este teleportat la punctul de spawn. Articolele pot fi recuperate în cazul în care jucătorul ajunge la ele la timp. Sistemele complexe pot fi construite folosind motorul de fizica in-game cu utilizarea circuitelor electrice primitive și porți logice. De exemplu, o ușă de fier poate fi deschisă sau închisă prin apăsarea unui buton conectat sau pășind pe o placă de presiune. În mod similar, sistemele mai mari și mai complexe pot fi produse, cum ar fi o unitate logică aritmetică de lucru. Așa cum este folosit în procesare. Lumea jocului este generată procedural pe care jucătorul o explorează. Deși există limite privind circulația pe verticală, atât în sus și în jos, Beta permite o lume de joc infinit de mare pentru a fi generate blocuri pe plan orizontal, care rulează numai o problemă tehnică atunci când locații extrem de îndepărtate sunt atinse. Jocul realizează acest lucru prin divizarea datelor jocului lumea în secțiuni mai mici, numite chunkuri care sunt de fapt mai multe bucăți de blocuri în formă de pătrat formând "o foaie de matematică", numai create sau încărcate în memorie în cazul în care jucătorul este în apropiere. Unele servere de multiplayer oferă moduri făcute de fani care îmbunătățesc sau modifică modul de joc, cum ar fi furnizarea de aprovizionare cu materii nelimitate, noi inamici sau arme, sau sisteme îmbunătățite de transport.

### Classic
Altă variantă Minecraft este Classic (clasic). Este numai o funcționalitate a jocului de bază, permițând jucătorilor să construiască și sa distrugă orice din lume, fie singur, fie într-un server de multiplayer, fără a fi nevoie să vă faceți griji despre a fi atacat de inamici controlați de calculator, căderi în lavă, sau căderi abrupte (modul de joc este numit Modul Creativ). Jucătorului îi este dată o cantitate nelimitată de blocuri cu care să construiască și poate elimina orice bloc, indiferent de tipul lor. Blocuri noi și interacțiunea mediului sunt introduse în versiunea Indev și mai târziu nu sunt disponibile în modul Classic. De exemplu, în modul Classic, TNT va acționa la fel ca orice alt bloc si se va distruge atunci când e lovit, dar, în modul Beta, TNT se va detona după ce este aprins. Spre deosebire de Beta, Classic este gratis ca să joci, deși nu este actualizat. 
Jucătorii au creat boți pentru ai ajuta să construiască în interiorul de servere Classic Mod. Unul dintre utiliza preconizat ale acestor boți este replicarea unor structuri in-game. Classic este destinat să fie eliminat în timp ce progresează Beta, lăsând Beta ca singurul joc Minecraft. O versiune oficială a software de tip server Classic este disponibilă pe site-ul Minecraft. Cu toate acestea, mulți fani au creat propriile servere personalizate cu caracteristici suplimentare, cum ar fi abilitatea de a plasa blocuri de apă.

## Dezvoltare
Dezvoltatorul Minecraft-ului, Markus Persson alias Notch, a lucrat anterior la jocuri, cum ar fi Wurm Online și ca dezvoltator de joc pentru King.com de peste patru ani. Dezvoltarea Minecraft a început în 10 mai 2009, la scurt timp după ce Persson a renunțat la slujba sa de la King.com, în scopul de a se concentra mai mult pe dezvoltarea de sine stătătoare. Persson a fost inspirat să creeze Minecraft de către mai multe jocuri, cum ar fi Dwarf Fortress, Infiniminer, de Industries Zachtronics și Dungeon Keeper de către Software Bullfrog. El era în lucru la elementele de bază ale gameplay-ului atunci când a descoperit Infiniminer și a jucat cu alții pe forum TIGSource.com. La acea vreme, el a fost influențat către un joc izometric de clădiri 3D, care ar fi o încrucișare între inspiranții lui și a făcut unele prototipuri făcute mai devreme. După ce a descoperit Infiniminer, Notch a declarat: "Doamne, am realizat că acesta este jocul pe care am vrut să-l fac". Infiniminer a influențat puternic stilul de joc, care în cele din urmă a dus la Minecraft, inclusiv aspectul first-person al jocului și stilul vizual "Blocky".
Minecraft a fost lansat pentru public în 17 mai 2009, ca o dezvoltare "Alpha" pentru presă. Deși Persson a menținut un loc de muncă pe zi, cu Jalbum.net la început, el mai târziu s-a mutat în jumătate de normă de lucru și a renunțat, pentru a lucra la timp la Minecraft, fericit că vânzările versiunii Beta a jocului s-au extins, Persson continua să actualizeze jocul cu versiuni distribuite la utilizatori în mod automat. Persson plănui să continue aceste actualizări, după lansarea jocului complet, atâta timp cât nu exista încă un activ userbase. Aceste actualizări au inclus caracteristici cum ar fi elemente noi, blocuri noi, un supleant, dimensiunea "Nether" (accesibile prin construirea unui portal) cum îi zicea Notch "Lumea de Jos", lupii care asistau jucătorul, și modificările la comportamentul jocului (de exemplu, modul în care curge apa). Persson intenționează sa lanseze în cele din urma jocul ca open-source după ce vânzările au scăzut și atunci când a vrut să se mute pe alte proiecte.
În septembrie 2010 Persson a anunțat ca el și un prieten au început o companie de jocuri, Mojang, cu banii câștigați de la Minecraft. Această societate a fost destinată să sprijine dezvoltarea Minecraft și un joc independent, Scrolls, de care prietenul său ar răspunde în primul rând. Ca parte a creării societății, Persson a angajat "un artist, un site web developer, și un om de afaceri", programatori suplimentari, și a stabilit un birou în Stockholm. Deși Persson avea planuri să-și petreacă cea mai mare parte a timpului lui de lucru privind Minecraft în timp ce partenerul său își petrece cea mai mare parte din timpul său de lucru în joc, el zice că "toată lumea care lucrează la firmă va fi implicată în ambele proiecte într-o oarecare măsura". Persson a zis că o parte din motivația sa în spatele angajării de personal a fost că el a simțit că petrece prea mult timp de lucru pe site-ul web și citind email-uri, mai degrabă decât în cursul de dezvoltare Minecraft patru muncitori suplimentari angajați în 2010 au fost Jens Bergensten, un programator. Daniel Kaplan, "om de afaceri"; Jakob Porser, care vor lucra la celălalt joc pentru Mojang;. și Markus "Junkboy" Toivonen, un artist pixel. Planurile pentru noua companie Persson au fost întârziate de săptămâni când contul său de PayPal, conținând peste 763 de mii de dolari americani, veniturile din vânzările de Minecraft, au fost înghețate din cauza unei "retrageri suspecte sau depozit". În 20 octombrie 2010, site-ul oficial Minecraft a suferit un atac DDoS prelungit. 
În 11 decembrie 2010, Persson a anunțat, prin intermediul blog-ului său personal, că ar intra Minecraft în faza sa de testare Beta în 20 decembrie 2010, și că pretul ar crește la 14,95 €. El a mai zis că utilizatorii care au cumpărat jocul după această dată nu ar mai fi primit garantia de a primi tot conținutul viitor gratis că aceasta "de speriat atât avocaților și de bord". Cu toate acestea, remedieri de erori și toate actualizarile de conducere pâna și inclusiv de presă ar fi libere. La începutul anului 2011 Mojang a fost extins pentru a-l include pe Carl Manneh ca un "managing director" si Tobias Möllstam ca un programator. În data de 7 aprilie 2011, Persson a facut un post pe blogul său că Mojang a decis sa mute jocul din beta pe Official în 11 noiembrie 2011, însa acest lucru nu ar fi "produsul finit", că jocul va fi actualizat continuu înainte si dupa eliberare [29]. 
Minecraft.net furnizează sisteme on-line pentru a autentifica login-uri și găzdui profilul jucătorului, inclusiv caracterul său modelul de piele (skin) modificabili și codurile achiziționate cadou. În 18 ianuarie 2011, Persson a anunțat într-un post pe blog în care serverele de web ale Minecraft ar fi început să fie găzduite numai pe Amazon Web Services (AWS), rețeaua de livrare de coținut. Notch a declarat pe blogul său personal că gazda lor veche a fost de ajutor având în probleme și că Mojang ar fi trecerea la utilizarea AWS la gazda lor atât pentru Minecraft.net și funcțiile Minecraft de web cum ar fi logarea inch. Aceasta a fost urmată de un tweet a doua zi de confirmare a migrației și că Tobias ar fi cel care setează servere noi. La această migrație ce găzduiește, atât Minecraft.net si caracteristici Minecraft joc cu experiență fluctuante în jos de timp. În data de 21 februarie Mojang angajatul Dan a început să supraveghieze back-end pentru ambele jocuri, Minecraft, cât și Scrolls.

### Audio
| Minecraft – Volume Alpha |                          |         |  |
| Nr.                      | Titlu                    | Lungime |  |
| 1.                       | „Key”                    | 1:05    |  |
| 2.                       | „Door”                   | 1:51    |  |
| 3.                       | „Subwoofer Lullaby”      | 3:28    |  |
| 4.                       | „Death”                  | 0:41    |  |
| 5.                       | „Living Mice”            | 2:57    |  |
| 6.                       | „Moog City”              | 2:40    |  |
| 7.                       | „Haggstorm”              | 3:24    |  |
| 8.                       | „Minecraft”              | 4:14    |  |
| 9.                       | „Oxygène”                | 1:05    |  |
| 10.                      | „Équinoxe”               | 1:54    |  |
| 11.                      | „Mice on Venus”          | 4:41    |  |
| 12.                      | „Dry Hands”              | 1:08    |  |
| 13.                      | „Wet Hands”              | 1:30    |  |
| 14.                      | „Clark”                  | 3:11    |  |
| 15.                      | „Chris”                  | 1:27    |  |
| 16.                      | „Thirteen”               | 2:56    |  |
| 17.                      | „Excuse”                 | 2:04    |  |
| 18.                      | „Sweden”                 | 3:35    |  |
| 19.                      | „Cat”                    | 3:06    |  |
| 20.                      | „Dog”                    | 2:25    |  |
| 21.                      | „Danny”                  | 4:14    |  |
| 22.                      | „Beginning”              | 1:42    |  |
| 23.                      | „Droopy likes ricochet”  | 1:36    |  |
| 24.                      | „Droopy likes your face” | 1:56    |  |
| Lungime totală:          | Lungime totală:          | 58:48   |  |

| Minecraft – Volume Beta |                      |         |  |
| Nr.                     | Titlu                | Lungime |  |
| 1.                      | „Ki”                 | 1:32    |  |
| 2.                      | „Alpha”              | 10:03   |  |
| 3.                      | „Dead Voxel”         | 4:56    |  |
| 4.                      | „Blind Spots”        | 5:32    |  |
| 5.                      | „Flake”              | 2:50    |  |
| 6.                      | „Moog City 2”        | 3:00    |  |
| 7.                      | „Concrete Halls”     | 4:14    |  |
| 8.                      | „Biome Fest”         | 6:18    |  |
| 9.                      | „Mutation”           | 3:05    |  |
| 10.                     | „Haunt Muskie”       | 6:01    |  |
| 11.                     | „Warmth”             | 3:59    |  |
| 12.                     | „Floating Trees”     | 4:04    |  |
| 13.                     | „Aria Math”          | 5:10    |  |
| 14.                     | „Kyoto”              | 4:09    |  |
| 15.                     | „Ballad of the Cats” | 4:35    |  |
| 16.                     | „Taswell”            | 8:35    |  |
| 17.                     | „Beginning 2”        | 2:56    |  |
| 18.                     | „Dreiton”            | 8:17    |  |
| 19.                     | „The End”            | 15:04   |  |
| 20.                     | „Chirp”              | 3:06    |  |
| 21.                     | „Wait”               | 3:54    |  |
| 22.                     | „Mellohi”            | 1:38    |  |
| 23.                     | „Stal”               | 2:32    |  |
| 24.                     | „Strad”              | 3:08    |  |
| 25.                     | „Eleven”             | 1:11    |  |
| 26.                     | „Ward”               | 4:10    |  |
| 27.                     | „Mall”               | 3:18    |  |
| 28.                     | „Blocks”             | 5:43    |  |
| 29.                     | „Far”                | 3:12    |  |
| 30.                     | „Intro”              | 4:36    |  |
| Lungime totală:         | Lungime totală:      | 2:20:48 |  |

'

## Platforme
- Android
- iOS
- Windows 10
- Windows
- Windows Phone
- PlayStation Vita
- PlayStation 3
- PlayStation 4
- Wii U
- Raspberry Pi
- New Nintendo 3DS
- Nintendo Switch

## MineCon
MineCon este un eveniment creat de Mojang cu scopul discutării diferitor subiecte legate de Minecraft. La edițiile din 2011, 2012, 2013, 2015 și 2016 puteau fi obținute cape speciale, care puteau fi purtate în joc. Din 2017, aceste evenimente nu mai sunt valabile, fiind înlocuite de MineCon Live, un eveniment transmis live pe pagina minecraft.net. Totuși, Mojang a declarat că în 2020, aceste evenimente se vor întoarce, fiind numite „Festival”. 

## Impact cultural
În septembrie 2019, The Guardian a clasificat Minecraft ca unul din cele mai bune jocuri video al (primelor două decenii) secolului XXI, iar în noiembrie 2019 Polygon a numit jocul ca fiind "cel mai important joc al deceniului" deceniul 2010-2020 "din recenzii". În decembrie 2019, Forbes a oferit Minecraft-ului o mențiune specială în lista celor mai bune jocuri video din 2010-2020, constatand ca jocul e "fără nicio îndoială unul din cele mai importante jocuri al ultimilor zece ani". În iunie 2020, Minecraft a fost introdus în "World Video Game Hall of Fame".
Minecraft este recunoscut ca unul dintre primele jocuri video de succes care să folosească model de acces timpuriu pentru a atrage vanzări înainte de versiunea completă de lansare pentru a ajuta la dezvoltarea fondurilor. Deoarece Minecraft a ajutat la consolidarea dezvoltării jocurilor video independente la începutul deceniului 2010-2020, a ajutat, de asemenea, și la popularizarea utilizării unui model de acces timpuriu în dezvoltarea jocurilor video independente.

### Mediatizare
Site-urile de social media precum YouTube, Facebook, și Reddit au jucat un rol semnificativ în popularizarea Minecraft-ului. Cercetările conduse de școala de comunicații Annenberg a Universității din Pennsylvania a arătat că o treime din jucătorii de Minecraft au învățat despre joc prin intermediul videoclipurilor de pe Internet. În 2010, videoclipurile cu și despre Minecraft au luat amploare pe YouTube, de pildă, erau făcute de comentatori. Videoclipurile conțin, de obicei, imagini de captură a ecranului jocului și voice-off-uri. Cuprinsul comun al videoclipurilor includ, dar nu sunt limitate la creații ale jucătorilor, arătarea și împlinirea diverselor sarcini și parodii ale lucrărilor din cultura populară. Din mai 2012, peste patru milioane de videoclipuri cu și despre Minecraft erau pe YouTube. Niște comentatori populari au fost angajați la Machinima, o companie de jocuri video care deține un canal de divertisment foarte vizionat pe YouTube. Yogscast e o companie britanică care produce videoclipuri cu Minecraft în mod regulat; canalul lor de YouTube a atins miliarde de vizualizări, iar panoul lor de la Minecon 2011 a avut cea mai mare participare. Alt personal cunoscut de pe YouTube este Jordan Maron, care a creat multe parodii despre Minecraft, incluzand "Minecraft Style", o parodie single-ului de succes internațional "Gangnam Style" de către rapper-ul sud-coreean PSY. În 2019, YouTube a popularizat din nou Minecraft-ul. 
Minecraft-ului i s-a făcut referință și în alte jocuri, cum ar fi: Torchlight II, Borderlands 2, Choplifter HD, Super Meat Boy, The Elder Scrolls V: Skyrim, The Binding of Isaac, The Stanley Parable, FTL: Faster Than Light și Super Smash Bros. Ultimate, în cel de pe urmă se arată ca un caracter descărcabil și o scenă bazată pe Minecraft. De asemenea, i s-a făcut referință și din partea artistului de muzică electronică , Deadmau5 în spectacolele sale. O simulare a acestui joc a fost arătată în clipul muzical al lui Lady Gaga numit "G.U.Y". Jocului i se face foarte multă referință în "Informative Murder Porn", al doilea episod din al șaptesprezecela sezon din serialul animat South Park. "Luca$", al șaptesprezecelea episod din al 25-lea sezon din serialul animat Familia Simpson, și "Minecraft is for Everyone" al lui Starbomb a fost inspirat de Minecraft. 
Datorită dezvoltării rapide a Minecraft-ului, multe versiuni individuale ale jocului au fost pierdute odată cu timpul. Un grup comunitar numit Omniarchive are ca scop arhivarea acestor versiuni pierdute și deja a reușit să le găsească pe unele dintre ele. 

### Legende urbane

#### Herobrine
Creatorul acestui creepypasta este anonim, Herobrine este o poveste despre un băiat care se juca Minecraft Alpha 1.0.16_02 care a început o lume de singleplayer pana cand a văzut o siluetă în ceață, aceasta arăta ca Steve dar avea ochii albi, a început să observe chestii si mai ciudate:copaci fără frunze, tunele de 2x2 si piramide nisip in ocean.S-a dus pe un forum unde a încercat să pună dovada, dar nu a reușit și-a primit un mesaj privat de la un utilizator cu numele "Herobrine" "Opreste-te", un moderator i-a dat e-mail spunand că moderatorii pot vedea mesajele private și că e recomandat să se comunice prin e-mail.Băiatul a aflat că Herobrine e fratele lui Notch și i-a dat e-mail întreband-ul dacă are un frate,I-a răspuns cu:,,Am avut un frate,dar el nu mai este printre noi."
Creepypasta-ul a fost creat în August 2010, dar a devenit popular din 2011 cu Stream-ul de pe 4chan al lui Brocast si adăugarea în patch note-ul din Minecraft Beta 1.6.6 "- Removed Herobrine". Această legendă urbană a fost foarte mediatizată pe platforme precum DeviantArt sau YouTube, inclusiv în România.

#### Entitatea 303
Creatorul acestui creepypasta este thespeed179, Entitatea 303 (titlu original: Entity 303) este un creepypasta despre o echipă de hackeri, foști angajați la Mojang care au fost concediați de creatorul jocului. Aceștia caută răzbunare pe jucătorii de Minecraft prezentandu-se în joc cu un skin care are pielea neagră, robă albă și ochi roșii, și cu username-uri de tip "303mojang.com303" sau "303". Ei intenționau să distrugă Minecraft-ul în 2015 sau 2016 și că Herobrine vrea să ne avertizeze despre asta. Fiind doar un mit, nu s-a întamplat nimic.
Creepypasta-ul a fost creat la sfarsitul anului 2013 ca un experiment social, devenind, datorită popularității, o legendă urbană a jocului.

#### Null
Creatorul acestui creepypasta este AlongCameJosh  (nume real: Josh), Null este un creepypasta despre un băiat care se juca Minecraft Beta și care vedea o figură complet neagră care se uita la el și care s-ar fi oprit să-l mai urmărească. La 1.4 (2012) a jucat pe Beta 1.2 și ar fi văzut torțe de redstone și un semn pe care scria "null". Ar fi auzit o explozie în spatele casei din joc și l-ar fi văzut pe Herobrine înainte ca jocul să-i dea crash și să trimită un e-mail la Mojang despre tot evenimentul, crezandu-l o glumă proastă. După două luni, i-au răspuns cu "Din păcate, nu te putem ajuta să rezolvi problema numită Herobrine". În 1.7 (2013) a făcut o lume de survival în căutarea noilor biome-uri, nu le-a găsit și a luat o pauză, cand a intrat din nou era la bedrock, cu un tunel iluminat de torțe de redstone, a mers foarte mult și cand a vrut să se întoarcă tunelul era astupat, a mers înainte și a dat de capătul tunelului cu un semn cu un text în suedeză, a făcut screenshot și a tradus cu Google Translate, traducerea era "Ajutor! Null este aici, spune-le tuturor despre mine!". A intrat din nou și era în cer unde l-a văzut pe Herobrine, nu-și mai putea controla caracterul și niciun name tag nu apărea nici deasupra capului lui nici în chat, el spunea:
Am nevoie de ajutor, îți mai aduci aminte de epoca de aur a jocului? Dacă da, îți mai aduci aminte de acea figură neagră care te urmărea? Ei bine, el este cel malefic, poți da vina pe el pentru că sunt aici, poate găsesc eu o cale să scap, tu găsește ajutor! Dacă nu o faci, atunci jocul este al lui.
Creepypasta-ul a fost creat în 2014, devenind, datorită popularității, o legendă urbană.

### Aplicații
Aplicațiile posibile au fost foarte discutate, în special în domeniile proiectării asistate de calculator și educației. În panoul de la MineCon 2011, un dezvoltator suedez a discutat posibilitatea utilizării jocului pentru a reproiecta clădiri publice și parcuri, spunând că redarea folosind Minecraft e mult mai prietenoasă cu utilizatorii, făcând mai ușoară prevederea funcționalității clădirilor și parcurilor noi. În 2012, un membru al grupului Human Dynamics de la MIT Media Lab, Cody Sumter, a spus: "Notch nu a făcut un joc. Ci a păcălit 40 de milioane de persoane să învețe să învețe cum să folosească un program CAD." Software variat a fost dezvoltat pentru a permite design-urilor virtuale să fie printate folosind imprimante 3D profesionale sau imprimante personale precum MakerBot sau RepRap.

## Spin-off
- Minecraft: Story Mode

Minecraft Story Mode a fost un joc dezvoltat de Telltale Games și Mojang. În acest joc tu decideai viitorul zicând si executând acțiuni dorite de tine. Acest joc a fost scos de pe piață o dată cu desființarea Telltale Games.
- Minecraft: Bedrock Edition
- Minecraft: Education Edition
- Minecraft: Dungeons

## Vezi și
- Lista celor mai bine vândute jocuri video pentru PC